# Trzy Lipy (województwo warmińsko-mazurskie)
Trzy Lipy (niem. Rasthöhe) – przysiółek w Polsce położona w województwie warmińsko-mazurskim, w powiecie kętrzyńskim, w gminie Kętrzyn.
Do 1954 w granicach Kętrzyna. W latach 1975–1998 miejscowość administracyjnie należała do województwa olsztyńskiego.
Wieś położona jest tuż przy Kętrzynie przy drodze w kierunku Świętej Lipki.

## Historia
W roku 1913 właścicielem gospodarstwa o powierzchni 129 ha był tu Fritz Rumey.
Na terenie Trzech Lip, w pobliżu Gubra znajduje się oczyszczalnia ścieków dla Kętrzyna.
Trzy Lipy należą do sołectwa Biedaszki. W roku 2000 we wsi było 103 mieszkańców.